# Promotiesingle
Een promotiesingle (kortweg promo) is een gratis muziekuitgave met als doel om een product van de artiest of muziekgroep onder de aandacht te brengen.  De uitgave van een single of album wordt geregeld voorafgegaan door een speciale persing die platenlabels onder meer aan radiomakers (in de hoop op airplay) en muziekjournalisten geven. Op het meestal witte label van promotiesingles staat vaak "promotional record — not for sale" of een vergelijkbare tekst. Deze uitgaven leveren de uitvoerende artiest of muziekgroep niet direct geld op. Het (door)verkopen ervan bleek in januari 2011 in een Amerikaanse zaak (van Universal Music Group tegen Troy Augusto) echter niet strafbaar. Sommige promotiesingles zijn verzamelobjecten, doordat er weinig exemplaren van gedrukt worden en deze over het algemeen niet in de winkel verkrijgbaar zijn.